# Piper seminervosum
Piper seminervosum är en pepparväxtart som beskrevs av Trel. & Yunck.. Piper seminervosum ingår i släktet Piper och familjen pepparväxter. Inga underarter finns listade i Catalogue of Life.